# Desa Pasirmukti (administrativ by i Indonesien, lat -6,51, long 106,90)
Desa Pasirmukti är en administrativ by i Indonesien.   Den ligger i provinsen Jawa Barat, i den västra delen av landet, 30 km söder om huvudstaden Jakarta.